# Ornithomya montivaga
Ornithomya montivaga är en tvåvingeart som först beskrevs av Maa 1975.  Ornithomya montivaga ingår i släktet Ornithomya och familjen lusflugor.
Artens utbredningsområde är Taiwan. Inga underarter finns listade i Catalogue of Life.